# Kheira Hamraoui
Kheira Hamraoui (* 13. Januar 1990 in Croix) ist eine französische Fußballspielerin. Die Nordfranzösin spielt seit 2023 für den Club América in Mexikos höchster Liga.

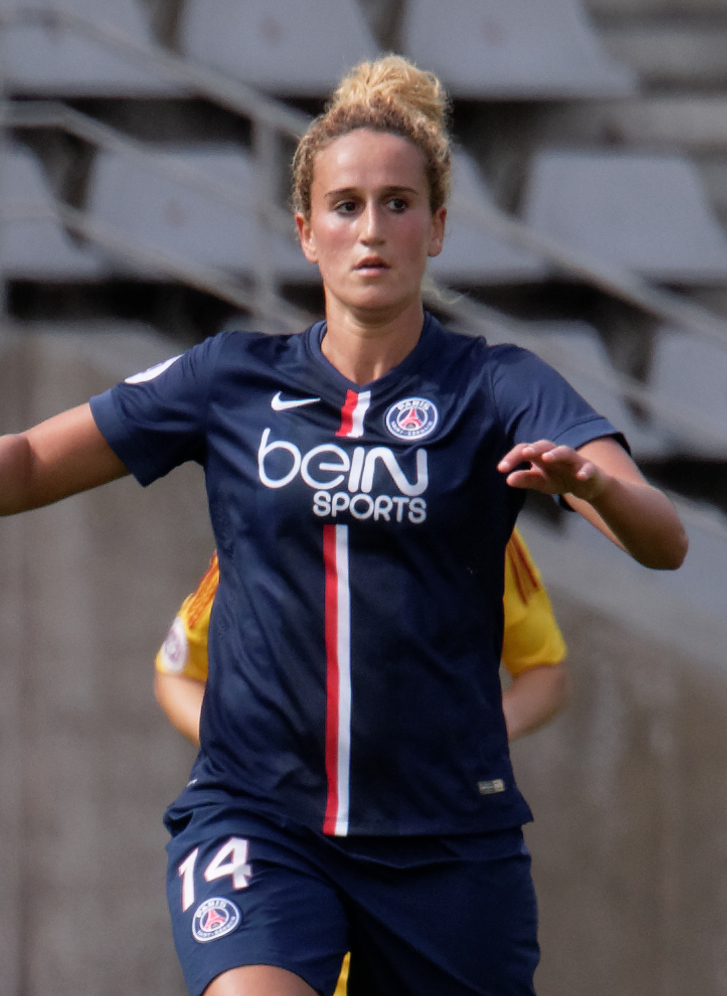
Kheira Hamraoui (2015)

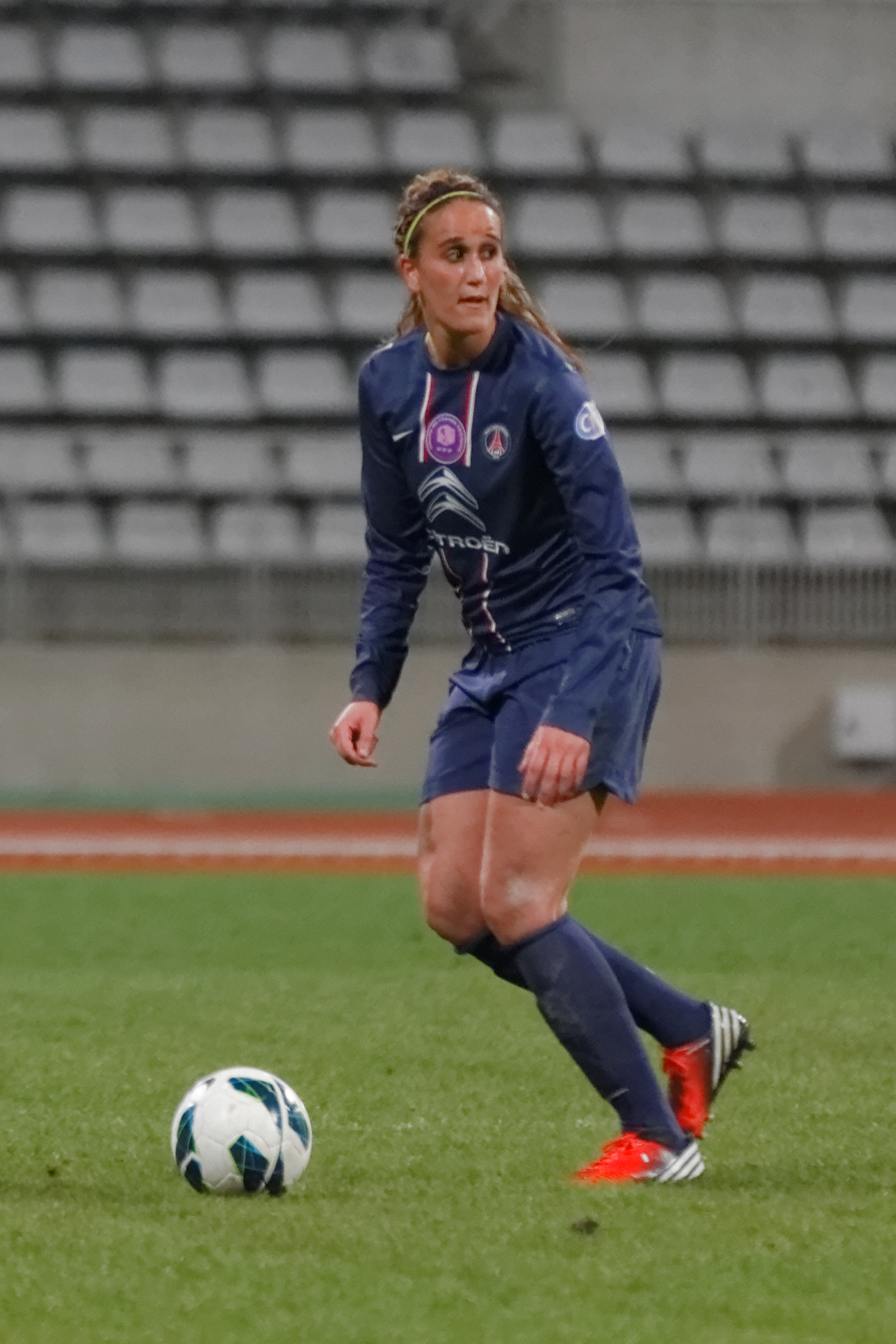
Kheira Hamraoui (2013)

## Vereinskarriere
Kheira Hamraoui ist die Tochter algerischer Eltern, die in ihren jungen Jahren aus der Gegend um Oran nach Frankreich eingewandert waren. Anders als ihre drei älteren Brüder war sie schon vor ihrer Einschulung vom Fußball regelrecht besessen und kaum einmal ohne Ball anzutreffen, worin sie von ihrer Mutter unterstützt wurde. Mit dem organisierten Fußballsport begann die hoch gewachsene Neunjährige – zeitweise als einziges Mädchen – in den gemischten Jahrgangsteams eines Sport- und Kulturvereins der maghrebinischen Gemeinde in Roubaix; mit 14 musste sie zum benachbarten Amateurverein OS Leers wechseln, weil der Hommelet Sport et Culture Roubaix keine rein weibliche U-15 besaß. Dort machte sie bald nicht nur regional, sondern auch national auf sich aufmerksam, wurde zur B-Jugend-Nationalspielerin (siehe unten) und fand 2006 in der französischen „Frauenfußball-Kaderschmiede“, dem INF Clairefontaine, Aufnahme. In der Saison 2006/07 bestritt sie für dessen Erstliga-Frauenteam CNFE Clairefontaine elf der 22 Punktspiele, wobei ihr acht Tage nach ihrem 17. Geburtstag auch ihr einziger Saisontreffer gelang. Als der Fußballverband dem CNFE Clairefontaine 2007 die Erlaubnis entzog, am Ligabetrieb teilzunehmen, kehrte Hamraoui zunächst nach Nordfrankreich zurück und spielte ein Jahr für den FCF Hénin-Beaumont, ehe es sie 2008 zu Racing Saint-Étienne weiterzog.
Am Ende ihrer ersten Spielzeit dort war die 1,78 m große, „sehr durchsetzungsfähige und zugleich balltechnisch beschlagene Mittelfeldspielerin“ mit zehn Treffern die beste Ligatorschützin ihrer Frauschaft geworden. Als die Frauenabteilung von Racing unmittelbar nach Saisonende zur AS Saint-Étienne wechselte, war das Grün der ASSE ihr vierter Erstligadress binnen vier Jahren. In der Saison 2010/11 war Hamraoui erneut die erfolgreichste Torschützin Saint-Étiennes in der Division 1 (neun Treffer). Ihr neues Team schloss die Tabelle bis 2012 stets auf einem Mittelfeldplatz ab, konnte aber nie in die Phalanx der „großen vier Vereine“ vorstoßen. Immerhin gewann sie dort ihren ersten nationalen Titel im Landespokalwettbewerb um den Challenge de France, als die ASSE sich im Endspiel gegen HSC Montpellier im Elfmeterschießen behauptete.

2012 wechselte sie zum Hauptstadtverein Paris Saint-Germain, der vor Saisonbeginn auch das Budget der Frauenabteilung kräftig aufgestockt und sich personell mit mehreren ausländischen Nationalspielerinnen (den Deutschen Annike Krahn und Linda Bresonik, Kosovare Asllani aus Schweden, der Costa-Ricanerin Shirley Cruz Traña sowie den beiden Amerikanerinnen Tobin Heath und Lindsey Horan) enorm verstärkt hatte, um Olympique Lyon an einer Fortsetzung von dessen „Meisterschaftsabonnement“ zu hindern. Um sich in diesem ambitionierten Umfeld durchsetzen zu können, bedurfte es für Kheira Hamraoui einer grundlegenden Änderung ihrer Einstellung zum Fußball, wie sie selbst Anfang 2014 bekundete:

„Ich habe vorher nichts getan, um mein Potential auszuschöpfen, hatte eine schlechte Einstellung [… und nur] 30 % meiner Leistungsfähigkeit abgerufen. [Ich war] zufrieden damit, einen Stammplatz in der ersten Division zu haben. [Zu PSG war ich hauptsächlich deshalb gewechselt], um näher bei meiner Familie zu sein.“

Erste Früchte der „neuen Hamraoui“ waren ein Kurzdebüt in der A-Nationalelf (siehe unten) sowie der Gewinn der Vizemeisterschaft 2012/13. In der Saison 2013/14 setzte ihr Vereinstrainer Farid Benstiti sie nicht mehr im offensiven Mittelfeld, sondern als „Abräumerin“ vor der Viererkette – diese bestand aus den Nationalspielerinnen Houara, Delannoy, Georges und Boulleau – ein. In dieser neuen Rolle verzeichnete sie im April 2015 einen Einsatz von rekordverdächtiger Kürze, als sie im Europapokalhalbfinal-Hinspiel beim VfL Wolfsburg, erst in der 81. Spielminute eingewechselt, bereits sechs Minuten später die Rote Karte für einen Ellenbogenschlag sah. Dies kostete sie aufgrund einer Sperre für drei Begegnungen auch die Endspielteilnahme.
Nach vier Jahren und vier Vizemeisterschaften mit Paris verpflichtete der „Abonnementsmeister“ Olympique Lyon Kheira Hamraoui. Dort gewann sie in ihrer ersten Spielzeit (2016/17) zwar das Triple aus Meisterschaft, Pokal und Champions League, allerdings war sie wettbewerbsübergreifend zu lediglich 14 Einsätzen gekommen, davon lediglich neun in Lyons Startelf. In der folgenden Saison bestritt sie unter anderem 19 der 22 Punktspiele, aber auch dabei stand sie lediglich in neun Begegnungen beim Anpfiff auf dem Rasen. Dabei hat sie sich mit sieben Toren in der Liga und fünf im Pokal zu einer der erfolgreicheren Torschützinnen von OL entwickelt. Im Juni 2018 erklärte Hamraoui, den Schritt zu einem ausländischen Klub wagen zu wollen; dieser entpuppte sich als der FC Barcelona. Ihre erste dortige Saison endete mit einer Vizemeisterschaft der Katalaninnen in der Primera División, und auch im Europapokal stand ihre Elf im Endspiel. An dem durfte Kheira Hamraoui, die im Halbfinal-Hinspiel bei Bayern München noch das Tor des Tages erzielt hatte, allerdings nicht teilnehmen, weil sie im Rückspiel gegen die Deutschen mit einer gelb-roten Karte vom Platz gestellt worden und deswegen für das Finale gesperrt war. In der folgenden Saison gewann sie mit Barcelona Meistertitel und Landespokal, verpasste in der UEFA Women’s Champions League 2019/20 aber erneut die Finalteilnahme. Nachdem der Französin im Viertelfinale erneut der einzige Treffer ihrer Frauschaft gelungen war, beendete im Halbfinale die 0:1-Niederlage gegen den VfL Wolfsburg ihre entsprechenden Hoffnungen.
Dafür stand sie 2021 nicht nur über die volle Spielzeit im Endspiel, sondern sie konnte mit den Katalaninnen auch den Gewinn des europäischen Titels feiern, nachdem sie vorher bereits die spanische Meisterschaft für sich entschieden hatten. Nach diesen Erfolgen kehrte sie zu Paris Saint-Germain zurück. Im November 2021 wurde sie dort Opfer eines tätlichen Übergriffes, bei dem sie zwei Männer mit einer Metallstange attackierten. Dieser Vorfall und seine Auswirkungen stehen auch im Zentrum ihrer 2023 erschienenen Autobiographie, in der sie die jüngst erfolgte Nichtverlängerung ihres Vertrags als eigene Entscheidung darstellt, weil es PSG „an Werten, Prinzipien und Menschlichkeit mangele“. Seit September 2023 tritt sie für den Club América aus Ciudad de México an.

### Stationen
- Hommelet Sport et Culture Roubaix (1999–2004)
- Omnisports Leers (2004–2006)
- CNFE Clairefontaine (2006/07)
- FCF Hénin-Beaumont (2007/08)
- Racing Club Saint-Étienne (2008/09)
- AS Saint-Étienne (2009–2012)
- Paris Saint-Germain FC (2012–2016)
- Olympique Lyon (2016–2018)
- FC Barcelona (2018–2021)
- Paris Saint-Germain FC (2021–2023)
- Club América (seit 2023)

## In der Nationalelf
Kheira Hamraoui hat für Frankreichs B- (acht Begegnungen ohne eigenen Treffer) und A-Jugend-Auswahl (neun Partien mit vier Toren) gespielt, bereits als 17-Jährige darüber hinaus auch schon sechs Spiele mit einem Treffer in der U-20 absolviert. Mit Letzterer nahm sie 2008 an der Jahrgangsweltmeisterschaft in Chile teil, bei der die Französinnen am Ende den vierten Rang belegten, und wurde in drei Spielen der Vor- und Endrunde eingesetzt.
Vier Jahre danach, im Oktober 2012, debütierte sie in der französischen Frauen-A-Nationalmannschaft, als deren Trainer Bruno Bini die Neu-Pariserin bei einem Freundschaftsmatch gegen England kurz vor Spielende einwechselte. Erst unter Binis Nachfolger Philippe Bergeroo fand sie wieder Berücksichtigung, der sie in sein Aufgebot für den Zypern-Cup im März 2014 berufen und dort gegen Schottland, Australien und – erstmals sogar in der Startformation – die Niederlande auch eingesetzt hatte. Sie gehörte ebenso zum französischen Kader für die Weltmeisterschaft 2015 wie für das olympische Fußballturnier 2016. Hamraouis Umstellungsprobleme nach ihrem Vereinswechsel von Paris zu Lyon kosteten sie allerdings die Berufung in den französischen Europameisterschaftskader 2017, wie der Bergeroo-Nachfolger Olivier Echouafni anlässlich der Pressekonferenz bei der Vorstellung seines Aufgebots begründete. Es dauerte zweieinhalb Jahre, ehe die inzwischen amtierende Nationaltrainerin Corinne Diacre Kheira Hamraoui wieder im Aufgebot der Bleues für zwei WM-Vorbereitungsspiele im April 2019 berücksichtigte – und gegen Japan auch einwechselte. In den französischen 23er-Kader für die WM im eigenen Land wurde sie allerdings anschließend nicht berufen. Erst weitere zweieinhalb Jahre später, nach ihrer Rückkehr aus Spanien in die heimische Liga, fand Hamraoui sich wieder auf Diacres Liste für zwei Spiele im Oktober 2021; dafür musste sie allerdings aufgrund einer Wadenverletzung kurzfristig absagen. Für das Tournoi de France im Februar 2022 ebenfalls nominiert, kam die mittlerweile 32-Jährige dabei auch wieder zu drei Einsätzen.
Ihr erster von bisher drei Treffern in insgesamt 39 A-Länderspielen gelang Hamraoui 2016 bei einem EM-Qualifikationsspiel in Valenciennes, also in heimatlichen Gefilden. (Stand: 22. Februar 2022)

## Palmarès
- Französische Meisterin: 2017, 2018 (und Vizemeisterin 2013, 2014, 2015, 2016, 2022, 2023)
- Spanische Meisterin: 2020, 2021 (und Vizemeisterin 2019)
- Französische Pokalsiegerin: 2011, 2017 (diesmal ohne Einsatz im Finale)
- Spanische Pokalsiegerin: 2020
- Europapokalsiegerin: 2017, 2018 (jeweils ohne Einsatz im Finale), 2021